# Gladiador sagnant
El gladiador sagnant (Malaconotus cruentus) és un ocell de la família dels malaconòtids (Malaconotidae).

## Hàbitat i distribució
Habita els boscos de la zona afrotròpica, a Guinea, Sierra Leone, Libèria, Costa d'Ivori, Ghana, Togo, Nigèria i sud del Camerun, Guinea Equatorial, el Gabon, República del Congo, oest, nord, nord-est i est de la República Democràtica del Congo, sud-oest de la República Centreafricana i oest d'Uganda.